# Dmytro Kubrytskyj
Dmytro Kubrytskyj (ukrainisch Дмитро Кубрицький; * 20. Juli 2002 in Kiew) ist ein ukrainischer Eishockeytorwart, der seit Frühjahr 2023 bei den Dauphin Kings in der Manitoba Junior Hockey League spielt.

## Karriere
Dmytro Kubrytskyj begann seine Karriere bei Pesterzsébeti Farkasok in Ungarn, wo er im Nachwuchsbereich spielte. 2020 kehrte er in seine Geburtsstadt zurück und schloss sich dem HK Sokil Kiew an. Bereits in seinem ersten Jahr in der ukrainischen Eishockeyliga wurde er mit Sokil Vizemeister. Er selbst wurde in das First All-Star-Team und zum besten Torhüter der Liga gewählt. Im Folgejahr wurde er mit dem Klub Ukrainischer Meister und Pokalsieger. Im Frühjahr 2023 wechselte er nach Kanada, wo er bei den Dauphin Kings in der Manitoba Junior Hockey League spielt.

### International
Für die Ukraine nahm Kubrytskyj im Juniorenbereich an der U20-Weltmeisterschaften der Division I 2022 teil. Im selben Jahr wurde er erstmals in die Herren-Nationalmannschaft berufen, als er drei Spiele bei der Weltmeisterschaft der Division I. Er kassierte dort kein Gegentor und erreichte so die höchste Fangquote und den geringsten Gegentorschnitt des Turniers. Darüber hinaus nahm er mit der ukrainischen Studentenauswahl an den Winter World University Games 2023 in Lake Placid teil.

## Erfolge und Auszeichnungen
- 2021 Bester Torhüter und First All-Star-Team der ukrainischen Eishockeyliga
- 2022 Ukrainischer Meister und Pokalsieger mit dem HK Sokil Kiew
- 2022 Höchste Fangquote und geringster Gegentorschnitt bei der Weltmeisterschaft der Division I, Gruppe B